# 小行星4223
小行星4223（4223 Shikoku）是一颗围绕太阳公转的小行星。1988年5月7日，關勉在藝西天文台发现了此天体。
该小行星以日本的四国岛命名。
这颗小行星的绝对星等为84.68752950447123等。